# Димитър Войнов
Димитър Войнов е български художник, емигрант в Германия.

## Биография
Димитър Войнов е роден през 1946 г. в Ресен. Израства в старинния квартал на Велико Търново Варош. През 1972 г. завършва Висшия институт за изобразително изкуство „Николай Павлович“ в София при проф. Александър Поплилов. Оттогава работи на свободна практика – живопис и графика. От 1981 до 1985 г. е доцент по живопис в НХА, София. Работи в списание „Отечество“. От 1986 г. живее в Германия. По-голяма част от творбите си създава в своето ателие в Рупертсхайн, близо до Франкфурт на Майн, където се установява, след като напуска България.
Има над 40 изложби и участия в арт-форуми в Берлин, Франкфурт на Майн, Кьолн, Дюселдорф, Фрайбург, Висбаден, Бремен, Баден-Баден, Виена, Амстердам, Люксембург, Женева, Париж, София и др.
Сред най-известните произведения на твореца са „Бар Париж“, „Умните се учат от мъдрите, а глупавите – от грешките си“, „Игра на карти“ и „Леда и лебеда“.
В картината му, озаглавена „Моите учители“, той рисува Холбайн, Рембранд, Леонардо, Ботичели, Дюрер, Веласкес, а наред с тях – Дали, Пикасо, Ван Гог, Анди Уорхол, за които сам твърди, че са повлияли особено силно на живописния му стил.
През 2003 г. създава „Бар Париж“ – платно, дълго 8 метра, на което изобразява гол кмета на Берлин Клаус Воверайт в компанията на 69 известни немски интелектуалци, сред които е и самият автор. Картината предизвиква оживени дискусии в културните среди и пресата в Германия.